# Темнова, Пелагея Александровна
Пелагея Александровна Темнова (14 марта 1922 — 28 ноября 1998) — передовик советского сельского хозяйства, свинарка колхоза «За коммунизм» Глазуновского района Орловской области, Герой Социалистического Труда (1971).

## Биография
Родилась в 1922 году в деревне Новополево, ныне Глазуновского района Орловской области в крестьянской семье. Обучалась в семилетней Новополевской школе.
Начала трудовую деятельность в конце 1930-х годов устроившись работать в местных колхоз в полеводческую бригаду. Работала отлично, ударным трудом показывала пример подругам и коллегам.
В 1960 году перешла работать на ферму колхоза «За коммунизм», свинаркой. Сразу стала проявлять себя в этом труде. Ежегодно росли показатели её работы, расширялась и общественная деятельность. Уже в 1968 году она от каждой свиноматки получила и сохранила по 29 поросят. В следующем 1969 году она достигла показателя в 30 поросят от каждой свиноматки в год. Дважды была участницей выставки достижений народного хозяйства и оба раза привозила бронзовые медали.
В 1970 году производственные показатели Темновой достигли рекордного уровня — 33 поросёнка от каждой закреплённой свиноматки.
Указом Президиума Верховного Совета СССР от 8 апреля 1971 года за многолетнюю и плодотворную работу и за высокие показатели в животноводстве Пелагеи Александровне Темновой у было присвоено звание Героя Социалистического Труда с вручением ордена Ленина и медали «Серп и Молот».
Дважды избиралась депутатом районного Совета депутатов трудящихся. Щедро делилась своим опытом с другими работницами. Постоянно выезжала в другие хозяйства для проведения консультаций.
Работала до выхода на заслуженный отдых.
Проживала в родной деревне. Умерла 28 ноября 1998 года.

## Награды
- золотая звезда «Серп и Молот» (08.04.1971)
- Орден Ленина (08.04.1971)
- Медаль «В ознаменование 100-летия со дня рождения Владимира Ильича Ленина» (1970)
- другие медали.

## Память
На здание муниципального бюджетного общеобразовательного учреждения Новополевская основная общеобразовательная школа Глазуновского района 5 марта 2019 года была торжественно открыта мемориальная доска памяти Темновой П.А.